# Anne d'Harnoncourt
Anne Julie d'Harnoncourt (7 de setembro de 1943 - 1 de junho de 2008) foi curadora americana, directora de museu e historiadora da arte especializada em arte moderna. Ela foi a directora e CEO do Museu de Arte da Filadélfia (PMA), cargo que ocupou de 1982 até à sua morte repentina em 2008. Ela também foi uma estudiosa especialista nas obras do artista francês Marcel Duchamp.